# یوران فوشمارک
یوران فوشمارک (سوئدی: Göran Forsmark؛ ‏ ۴ فوریهٔ ۱۹۵۵ – ۱۱ اوت ۲۰۲۰) بازیگر اهل سوئد بود.
از فیلم‌هایی که وی در آن‌ها نقش داشته‌است، می‌توان به شکارچیان و هری و سونیا اشاره نمود.